# فرنسيسكو بالاسيوس
فرنسيسكو بالاسيوس (25 مايو 1977 بذا برونكس في الولايات المتحدة - ) هو ملاكم بورتوريكي، صنّف ضمن فئة وزن الكروزر (ملاكمة).

## إحصائيات
خاض خلال مسيرته 28 نزالا، فاز في 24 . فاز بالضربة القاضية في 15 نزالا.

## روابط خارجية
- فرنسيسكو بالاسيوس على موقع بوكس ريك (الإنجليزية) (registration required)